# Comisión de Regulación de Energía y Gas
La Comisión de Regulación de Energía, Gas y Combustibles (CREG por sus siglas) es la entidad colombiana adscrita al Ministerio de Minas y Energía encargada de regular los servicios de electricidad y gas según se establece en la ley 142 y 143 de 1994. Fue creada por el Gobierno Nacional de Colombia con el fin de regular las actividades de los servicios públicos. 

## Misión
La misión de la CREG es la de regular los servicios públicos de energía eléctrica y gas combustible de manera técnica, independiente y transparente, promoviendo el desarrollo de estos sectores.

## Visión
La CREG quiere ser reconocida como una entidad ágil, eficiente, hacedora de una regulación oportuna de vanguardia y participativa, investigadora y que sea un ejemplo de organización para otras empresas.

## Objetivo
Lograr que la energía eléctrica, el gas natural y el gas licuado de petróleo se presten al mayor número de personas y al menor costo posible para los usuarios, con una remuneración adecuada permitiendo calidad, cobertura y expansión.

## Funciones
La CREG como ente regulador en el sector eléctrico colombiano se encarga de legislar a monopolios donde no se pueda crear la competencia y en el resto de los casos, promover la competencia para que haya una buena calidad y el servicio sea eficiente, tratando así que las empresas no abusen de su posición y no se produzca la competencia desleal. También son funciones de la CREG:
- Dar criterios para la eficiencia y calidad del servicio, para la unidad de medida y tiempo que se va a usar al cobrar al usuario final.

- Especificar cuando un usuario se vuelve no regulado.

- Resolver conflictos que existan entre los contratos de las empresas de servicios públicos.

- Especificar a las empresas a que usuarios les debe brindar el servicio y en que región debe operar.

- Crear la fórmula para calcular la tarifa para cobrar a los usuarios finales y especifica como debe venderle la energía a estos.

- Indicar la tarifa para la transmisión de energía, es decir para el despacho de esta.

- Ordenar la división de las empresas, cuando estas restrinjan una competencia limpia.

- Ordenar la fusión de las empresas, cuando se muestre que es indispensable para extender la cobertura, se abaraten los precios y se mejore la calidad del servicio.

- Liquidar empresas oficiales que sean monopolios, para otorgarle la actividad a terceros, cuando el servicio no sea eficiente. Esto creara mucha más competencia mejorando el beneficio a los usuarios.

- Exigir que en los contratos se especifiquen precios y tarifas.

- Defender los derechos de los usuarios en cuanto a facturación, comercialización o cualquier ámbito relacionado con el usuario y la empresa de servicios públicos.

- Someter sus estatutos a la aprobación del Gobierno Nacional.

- Indicar los requisitos para las empresas para que puedan usar las redes eléctricas.

- Controlar actividades para asegurar la disponibilidad de la energía, capaz de abastecer a la demanda.

- propiciar la competencia en el sector de minas y energía.

- Establece criterios para el diseño, normalización y uso eficiente de la energía eléctrica.

- Preparar proyectos para el gobierno colombiano y hacer recomendaciones al mismo

- Pedir al superintendente que adelante investigaciones e imponga sanciones cuando las condiciones ameriten.